# Les Coteaux (Québec)
Les Coteaux è un comune del Canada, situato nella provincia del Québec, nella regione di Montérégie.